# Jeep
Jeep je ameriška avtomobilska znamka, ustanovljena leta 1943 kot zaščitna znamka in leta 1945 kot znamka, ki je izdelala svoje prvo vozilo. Jeep je v lasti Chryslerja od leta 1987
Jeepova trenutna paleta izdelkov je sestavljena izključno iz športnih terenskih vozil – tako crossoverjev ter SUV-jev in modelov, ki so povsem terensko primerni, vključno z enim tovornjakom.
Od leta 2021 pripada multinacionalnemu podjetju Stellantis s sedežem v Amsterdamu na Nizozemskem.